# Christian Törning
Christian Törning, döpt 8 december 1701 i Arboga stadsförsamling, Västmanlands län, död 4 juli 1741 Kila församling, Västmanlands län, var en svensk präst och riksdagsman.

## Biografi
Christian Törning föddes 1701 i Arboga stadsförsamling. Han var son till stadsfältskären Johan Christoffer Törning och Elisabeth Israelsdotter Alström. Törning blev 18 april 1718 student vid Uppsala universitet och avlade magisterexamen 8 juni 1725. Han prästvigdes 13 oktober 1727 i Västerås domkyrka och blev pastorsadjunkt i Sankt Nikolai församling. Törning avlade pastoralexamen i Uppsala 16 maj 1729 och blev komminister i Sankt Nikolai församling 16 maj 1729, tillträde 1 maj 1729. I november 1729 blev han ordinarie kunglig hovpredikant, tillträde 1 maj 1730 och blev assessor vid Hovkonsistorium 1 juni 1730. Törning blev utnämnd till kyrkoherde i Katarina församling 5 november 1736 och skulle tillträda tjänsten 1 maj 1737, men blev 11 januari 1737 utnämnd till kyrkoherde i Riddarholmens församling med tillträde 1 maj 1737. Han blev 11 maj 1737 assessor vid Stockholms konsistorium. Han avled 1741 på Sätra brunn i Kila församling.
Törning var riksdagsman vid Riksdagen 1738 och Riksdagen 1740–1741. Ett porträtt av Törning ägs av Sankt Nikolai församling.

## Familj
Törning gifte sig 1735 med Beata Tersmeden (1718–1787). Hon var dotter till brukspatronen Jacob Tersmeden den äldre och Elisabeth Gangius. De fick tillsammans barnen Fredrik Ulrik Törning (född 1737), översten Jakob Törning (1739–1797) och Elisabeth Beata Törning (1741–1788) som var gift med vice presidenten Jöns Risell.

### referenser
1. 1 2 3 4 5 6 7 8 9 10 11 12 13 14 15 16 17  Gunnar Hellström, Stockholms stads herdaminne från reformationen intill tillkomsten av Stockholms stift : Biografisk matrikel, 1951, s. 540, läst: 23 november 2021.[källa från Wikidata]
2. 1 2 3  Hellström, Gunnar (1951). Stockholms stads herdaminne från reformationen intill tillkomsten av Stockholms stift: biografisk matrikel. Monografier / utgivna av Stockholms kommunalförvaltning ; [11]. Stockholm: Stockholms kommunförvaltning. sid. 540. Libris 24465. https://runeberg.org/sthlmherd/0541.html